# Gladiolus gracilis
Gladiolus gracilis är en irisväxtart som beskrevs av Nikolaus Joseph von Jacquin. Gladiolus gracilis ingår i släktet sabelliljor, och familjen irisväxter. Inga underarter finns listade i Catalogue of Life.